# گروه رالی۲
گروه رالی ۲ دومین کلاس برتر مسابقات رالی قهرمانی جهان با مشخصات فنی خودروهای رالی است که توسط فدراسیون بین‌المللی اتومبیل‌رانی برای این مسابقات تعیین شده است. این خودروها دارای موتور ۱٫۶ لیتری توربو، خودروی چهارچرخ محرک و حداکثر نسبت توان به وزن ۴٫۲ کیلوگرم بر اسب بخار است. اتومبیل‌های رالی ۲ در رالی قهرمانی جهان و مسابقات قهرمانی قاره‌ای مورد استفاده قرار می‌گیرد. چند مسابقه رالی ملی نیز به خودروهای گروه رالی ۲ اجازه رقابت می‌دهد. این گروه در سال ۲۰۱۹ با سایر گروه‌های با نام مشابه پس از معرفی طرح هرم رالی برای سازماندهی مجدد کلاس‌های خودرو و مسابقات قهرمانی در رالی بین‌المللی در ژوئن ۲۰۱۸ راه‌اندازی شده بود معرفی شد.